# ولیزا
ولیزا (به اسپانیایی: Velliza) یک شهرستان در اسپانیا است که در استان وایادولید واقع شده‌است.

## خصوصیات
ولیزا ۲۲ کیلومترمربع مساحت و ۱۴۹ نفر جمعیت دارد.